# Adolf von Plessen
Adolf Rudolf Carl Felix Freiherr von Maltzahn, Graf von Plessen (* 28. September 1835 auf Ivenack; † 18. September 1909 ebenda) war Majoratsherr auf Schloss Ivenack, Schloßgesessener auf Kummerow und Mitglied des Deutschen Reichstags. Er war außerdem Erblandmarschall von Altvorpommern und Kommendator der Mecklenburgischen Genossenschaft des Johanniterordens.

## Leben

### Herkunft
Adolf von Maltzahn (Nr. 1019 der Geschlechtszählung) war ein jüngerer Sohn des Gustav Freiherrn von Maltzahn, Graf von Plessen (1788–1862, #970), Majoratsherr auf Ivenack in Mecklenburg und Oberstleutnant im Regiment der Gardes du Corps, und dessen Ehefrau Cecilie Wilhelmine, geborene von Rauch (1795–1855).

### Werdegang
Maltzahn besuchte das Vitzthum-Blochmannsche Gymnasium in Dresden und studierte von 1863 bis 1866 in Bonn und Berlin. In Bonn wurde er Mitglied des Corps Borussia Bonn. Nachdem seine beiden älteren Brüder Mortimer und Friedrich früh verstorben waren, wurde er nach dem Tod seines Vaters 1862 Majoratsherr auf Gut und Schloss Ivenack und nahm den mit diesem Besitz erblich verbundenen Titel Graf von Plessen an. Er wurde Hauptdirektor des Mecklenburgischen Patriotischen Vereins und Mitglied des Mecklenburgischen Statistischen Büros.
Von 1867 bis 1871 war er Mitglied des konstituierenden Reichstags und des Reichstags des Norddeutschen Bundes für den Reichstagswahlkreis Großherzogtum Mecklenburg-Schwerin 3 (Ludwigslust – Parchim). Zwischen 1878 und 1881 war er nochmals Mitglied des Reichstags für den Reichstagswahlkreis Großherzogtum Mecklenburg-Schwerin 4 (Malchin – Waren) und die Deutschkonservative Partei.
Sein Nachfolger als Kommendator bei der Mecklenburgischen Genossenschaft des Johanniterordens wurde Dimitri von Vietinghoff.

### Familie
Er heiratete am 8. August 1857 in Merseburg Elisabeth Charlotte von Meyerinck (1837–1924), eine Tochter des Generalmajors Richard von Meyerinck und dessen Ehefrau Agnes, geborene Freiin von Kinsky und Tettau.
Das Ehepaar hatte drei Söhne und vier Töchter:
- Albrecht (1858–1900), preußischer Leutnant a. D. ⚭ 1883 Ehrengard von Klitzing (1863–1948)
- Adolf (1860–1881)
- Magdalene (1862–1945) ⚭ 1882 Friedrich Graf von Bassewitz (1855–1928), Besitzer der Rittergüter Burg Schlitz, Karstorf, Görzhausen, Hohen Demzin und Ziddorf, mecklenburg-schwerinscher Kammerherr
- Elisabeth (1864–1941) ⚭ 1888 Georg Graf von Waldersee (1860–1932), preußischer Generalleutnant
- Alhard (1869–1903)
- Cecilie (1873–1960) ⚭ 1893 August Graf von Behr-Negendank (1866–1942), Fideikommissherr auf Semlow, Mitglied des Preußischen Herrenhauses, Erbküchenmeister des Fürstentums Rügen und der Lande Barth, preußischer Kammerherr, preußischer Rittmeister d. R.
- Asta (1876–1968) ⚭ 1896 Hugo Freiherr Knigge (1869–1945), preußischer Oberst, Gutsbesitzer auf Endorf im Harz